# Pavol Červenák
Pavol Červenák (Bratislava, 1 de Julho de 1987) é um tenista eslovaco destro, e compete principalmente na ATP Challenger Tour e ITF Futures, tanto em simples e duplas.

## Finais

### Challengers e Futures

#### Simples: 9 (8-1)
| Legenda           |
| ----------------- |
| Challengers (0–1) |
| Futures (8–0)     |

| Titulos por Piso |
| ---------------- |
| Duro (0–0)       |
| Saibro (8–1)     |
| Grama (0–0)      |
| Carpete (0–0)    |

| Resultado | No. | Data                   | Torneio                | Piso   | Oponente               | Placar             |
| --------- | --- | ---------------------- | ---------------------- | ------ | ---------------------- | ------------------ |
| Campeão   | 1.  | 22 de Maio de 2006     | Ucrânia F2, Ucrânia    | Saibro | Bastian Knittel        | 6–3, 6–4           |
| Campeão   | 2.  | 03 de Julho de 2006    | Itália F21, Itália     | Saibro | Giancarlo Petrazzuolo  | 6–7(3–7), 6–4, 6–1 |
| Campeão   | 3.  | 10 de Julho de 2006    | Itália F22, Itália     | Saibro | Francesco Piccari      | 6–1 ret.           |
| Campeão   | 4.  | 17 de Julho de 2006    | Bélgica F1, Bélgica    | Saibro | Lukáš Rosol            | 6–4, 6–4           |
| Campeão   | 5.  | 11 de Agosto de 2008   | Rússia F3, Rússia      | Saibro | Andrei Gorban          | 6–2, 6–2           |
| Campeão   | 6.  | 18 de Maio de 2009     | Polônia F1, Polônia    | Saibro | Denis Matsukevich      | 6–3, 6–1           |
| Campeão   | 7.  | 20 de Julho de 2009    | Alemanha F11, Alemanha | Saibro | Antony Dupuis          | 6–2, 6–2           |
| Campeão   | 8.  | 15 de Março de 2010    | Turquia F3, Turquia    | Saibro | Maxime Teixeira        | 6–1, 6–3           |
| Finalista | 1.  | 25 de Setembro de 2011 | Trnava, Eslováquia     | Saibro | Iñigo Cervantes Huegun | 4–6, 6–7(3–7)      |

#### Duplas: 1 (1-0)
| Legenda           |
| ----------------- |
| Challengers (1–0) |
| Futures (0–0)     |

| Titulos por Piso |
| ---------------- |
| Duro (0–0)       |
| Saibro (1–0)     |
| Grama (0–0)      |
| Carpete (0–0)    |

| Resultado | No. | Data                | Torneio        | Piso   | Parceiro     | Oponentes                     | Placar           |
| --------- | --- | ------------------- | -------------- | ------ | ------------ | ----------------------------- | ---------------- |
| Campeão   | 1.  | 20 de Abril de 2013 | Santos, Brasil | Saibro | Matteo Viola | Guilherme Clézar Gastão Elias | 6-2, 4-6, [10-6] |

## Ligações Externas
- Perfil na ATP